# 农乐
农乐是朝鲜传统民俗音乐的一种，大多在室外由数十人一起表演，主要包括鼓、舞蹈和演唱。又名四物戏，主要以长鼓，锣，低音鼓，鼓演奏，故名。
农乐最初源于集体农作文化，在农民作农活，乡村聚会（婚礼）和朝鲜巫教的仪式中表演。现代的农乐已经演变成了一种艺术表现形式。
中国吉林省的中国朝鲜族农乐舞、韩国的韩国农乐分别于2009年、2014年列入世界非遗名录。
中国境内的农乐舞多为近代传入，包含满洲国时期经由满拓会社朝鲜族开拓团传入的，如1927年从江原道移民至汪清县大兴沟镇影壁砬子（今該村已改隸鸡冠乡）、1938年从庆尚南道移民至安图县长兴乡的。二战后，部分朝鲜族在中共的带领下归化中国国籍並獲得中華民族身份:726，其农乐艺术隨卽成爲中華文化的組成部分。中華人民共和國成立後，与祭祀有关的仪式部分被认定为“封建的”、“迷信的”东西遭取缔，舞蹈部分則被強化朝鮮族民族性，其中入选国家级非遗代表名录的朝鮮族农乐舞有汪清县象帽舞、桓仁县乞粒舞和铁岭市假面舞，还有若干入选省级名录的艺术形式，最終「農樂」被愈加廣泛地理解爲「農樂」，乃至提交聯合國教科文組織時「農樂舞」的英文被誤譯爲「farmer's dance」，完全失去音樂的語義。